# Velký Jindřichov
Velký Jindřichov (německy Groß Heinrichschlag) je samota, část obce Benešov nad Černou v okrese Český Krumlov. Nachází se asi 4 km na jihovýchod od Benešova nad Černou. Velký Jindřichov je také název katastrálního území o rozloze 6,3 km², které se rozkládá na území přírodního parku Novohradské hory a na území ptačí oblasti Novohradské hory. V katastrálním území Velký Jindřichov leží i Černé Údolí.

## Historie
První písemná zmínka o vesnici pochází z roku 1352.
V letech 1869–1921 byla vesnice součástí obce Staré Hutě, v roce 1930 samostatnou obcí. V letech 1938 až 1945 byla ves přičleněna (v důsledku uzavření Mnichovské dohody) k nacistickému Německu. V roce 1950 a od 1. ledna 2003 se stala součástí obce Benešov nad Černou.

## Obyvatelstvo
| Rok            | 1869 | 1880 | 1890 | 1900 | 1910 | 1921 | 1930 | 1950 | 1961 | 1970 | 1980 | 1991 | 2001 | 2011 | 2021 |
| -------------- | ---- | ---- | ---- | ---- | ---- | ---- | ---- | ---- | ---- | ---- | ---- | ---- | ---- | ---- | ---- |
| Počet obyvatel | 291  | 279  | 250  | 241  | 257  | 284  | 177  | 85   | 0    | 0    | 0    | 0    | 0    | 2    | 5    |
| Počet domů     | 51   | 51   | 50   | 51   | 49   | 51   | 50   | 20   | 0    | 0    | 0    | 0    | 0    | 6    | 5    |